# Partherbogen

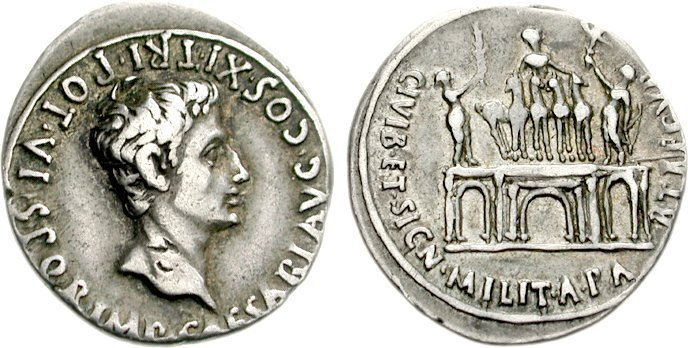
Denar, 18 v. Chr. aus Tarraco, Darstellung des Partherbogens, RIC² I, 136

Als Partherbogen wird ein Ehrenbogen auf dem Forum Romanum in Rom bezeichnet, der 19 v. Chr. auf Veranlassung des Senats für Augustus errichtet wurde.

## Anlass und Ort der Aufstellung

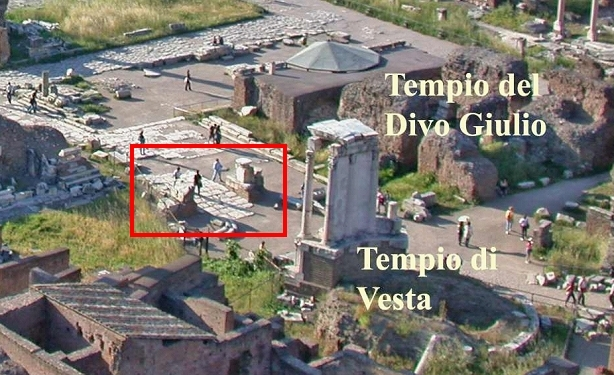
Reste des Bogens südlich des Caesartempels

Anlass der Errichtung war die Rückgabe von Feldzeichen, die unter Crassus im Jahre 53 v. Chr. in der Schlacht bei Carrhae an die Parther verloren gegangen waren. Augustus gelang es im Jahr 20 v. Chr., eine Krise des Partherreiches ausnutzend, ohne größere militärische Aktionen den Partherkönig Phraates IV. zur Rückgabe zu bewegen. Diese symbolträchtige Handlung wurde in Rom zu einem Sieg über die Parther hochstilisiert. In diesem Kontext überliefert Cassius Dio, dass Augustus vom Senat mit „einem trophäengeschmückten Bogen“ geehrt wurde. In einem mittelalterlichen Scholion zu Vergils Aeneis (7, 606) steht der Hinweis, dass Viktorien, welche die Rückgabe der Feldzeichen darstellen, an einem Bogen neben dem Tempel des Divus Iulius auf dem Forum Romanum angebracht gewesen seien. Zwischen Divus-Iulius- und Dioskurentempel wurden in der Tat Fundamentreste eines dreitorigen Bogens aufgedeckt, die sowohl zu den schriftlichen Überlieferungen als auch zu Münzbildern des Partherbogens passen.

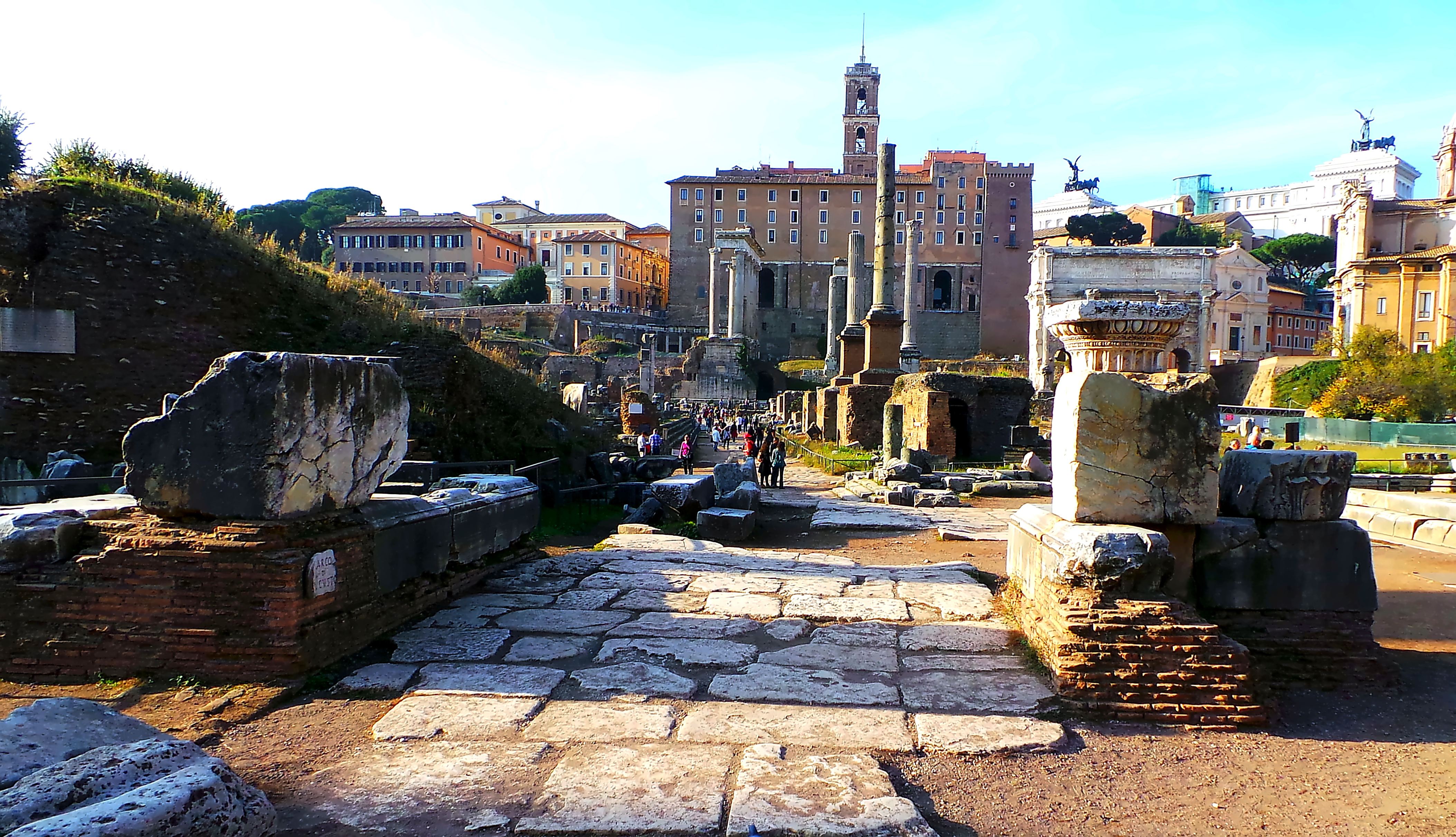
Die Reste des Bogens aus südöstlicher Ansicht
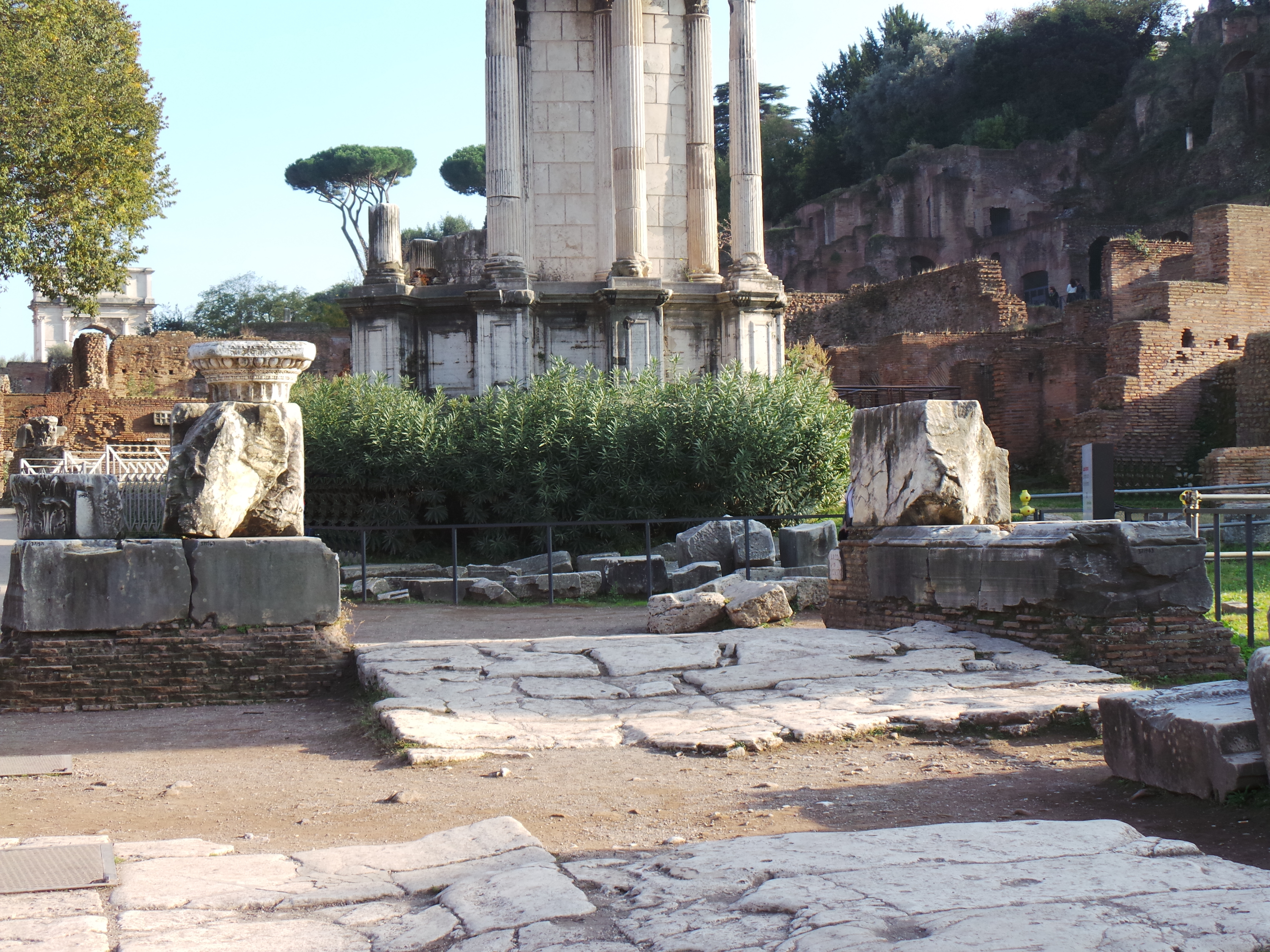
Die Reste des Bogens aus nordwestlicher Perspektive

## Probleme

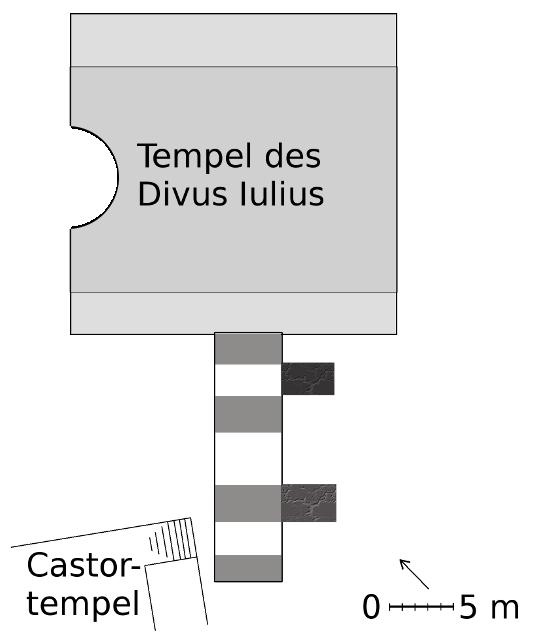
Situationsplan südlich des Caesartempels: Fundamente des dreitorigen Bogens, Fundamente von Gamberini Montgenet und Castortempel

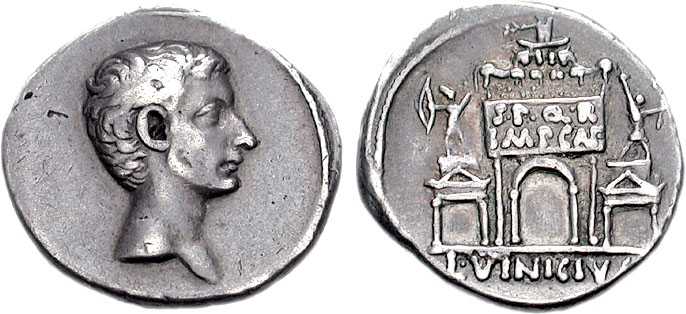
Denar des L. Vinicius, 16 v. Chr., Darstellung des Partherbogens (?), RIC² I, 359

Neben dem Partherbogen wurde für Augustus auf dem Forum Romanum schon zehn Jahre früher der so genannte Actiumbogen anlässlich seines Sieges in der Schlacht bei Actium über Marcus Antonius und Kleopatra errichtet. Der Standort dieses Bogens ist nicht mit letzter Gewissheit geklärt. Daher wird das schon genannte Fundament manchmal auch als zum Actiumbogen gehörig erwähnt.
Die Münzbilder der Jahre 29 bis 16 v. Chr. geben verschiedene Bögen wieder, die mit jenen des Forums zu verbinden sind. Eine Emission zeigt einen eintorigen Bogen mit Quadriga und Wagenführer auf der Attika, die mit IMP.CAESAR beschriftet ist. Runde Bildfelder, imagines clipeata, zieren die Bogenpfeiler. Da der 27 v. Chr. an Octavian verliehene Ehrentitel noch fehlt, werden die Münzen vor dieses Jahr datiert und allgemein auf den Bogen des Jahres 29 v. Chr. bezogen. Nicht ausgeschlossen werden kann jedoch die Möglichkeit, dass sich die Münzen auf einen vom Senat beschlossenen Bogen nach dem Seesieg Octavians bei Naulochos beziehen. Einige Münzserien aus den westlichen Provinzen zeigen einen dreitorigen Bogen, auf dessen Attika wiederum eine Quadriga mit Augustus, diesmal aber flankiert von Hosen tragenden Barbaren, die ihm die wiedergewonnenen Signa reichen, zu sehen ist. Die umlaufende Legende nennt Anlass, Augustustitel und die sechste Tribunizische Gewalt des Augustus, die er im Jahr 17/16 v. Chr. innehatte. Die Zuweisung an den Partherbogen ist unbestritten. Eine weitere Serie stammt von dem Münzmeister des Jahres 16 v. Chr. Lucius Vinicius. Sie stellt ein ganz gleichartiges Motiv wie die provinzialen Münzen dar, gibt die Seitendurchgänge jedoch nicht als Bögen, sondern flachgedeckt und von kleinen Giebeln bekrönt wieder. Die Attika trägt die Aufschrift S.P.Q.R. / IMP.CAE. Unklar ist, welcher Bogen dargestellt sein soll. Denn die Münzprägung dieser Zeit, die im Zusammenhang mit den 17 v. Chr. gefeierten Ludi saeculares stehen und das neue „Goldene Zeitalter“ eröffnen, greifen bewusst auf Ereignisse vom Ende der Römischen Republik zurück: Philippi, Naulochos, Actium. In dem Zusammenhang ist eine Deutung des dargestellten Bogens als Actiumbogen möglich.
Eine zweite Theorie lautet daher, dass zwei Fundamente, die unmittelbar östlich vor denen des dreitorigen Bogens liegen, Reste des nie vollständig ausgeführten und dann wieder abgetragenen Actiumbogens seien. Nach einer dritten Theorie sind Fundamente, die unmittelbar nördlich und damit auf der gegenüberliegenden Seite des Divus-Iulius-Tempels zutage traten, Reste eines der beiden augusteischen Bögen. Für einen dreitorigen Bogen scheint jedoch an dieser Stelle kein Platz gewesen zu sein. Das mittelalterliche Scholion betont die unmittelbare Nähe des Partherbogens zum Divus-Iulius-Tempel. Die Münzbilder aus den westlichen Provinzen zeigen ihn dreitorig. Die naheliegendste Annahme ist daher, dass die nachgewiesenen Reste des dreitorigen Bogens eben jene des Partherbogens sind. Allerdings wird auch die – in der Forschung nicht akzeptierte – These vertreten, der Partherbogen wäre nie errichtet worden.